# اقرأ أو مت (أنمي)
اقرأ أو مت هو مسلسل أنمي من إنتاج استديو جاي سي ستاف (بالإنجليزية:  J.C.Staff)‏ وشركة أنيبليكس (بالإنجليزية: Aniplex)‏، يتكون المسلسل في 26 حلقة ويحكي قصة ثلاث فتيان ماهرات في التلاعب بالورق هن ميتشل وماغي و أنيتا، المسلسل امتداد لأحداث فيلم الأوفا الذي يحمل نفس العنوان والذ أنتج عام 2003، عرض المسلسل في حلقته الأولى بتاريخ 15 أغسطس 2003 و استمر عرضه حتى 14 مارس 2004 عبر قنوات الدفع مقابل المشاهدة اليابانية، وتم عرضه لاحقاً على قناة فوجي بشكل مجاني وعرض حول العالم عبر قناة أنيماكس الفضائية.

## القصة
تبدأ أحداث المسلسل عام 2006 أي بعد 5 سنوات من حادثة ال(آي حين) التتي ورد ذكرها في فيلم الأوفا الذي سبق عرضه، والحادثة باختصار هي هجوم عدة نسخ من شخصيات تاريخية معروفة لها قوى خارقة ومحاولتها لسرقة ورقة نوطة موسيقية من كتاب يوميكو ليقوموا بإعادة كتابة سيمفونية الموت (الوهمية) لبيتهوفن، يوميكو ريدمان تكون قد اختفت ونينيني سوميريغاوا - صديقة يوميكو المقربة - باقية في طوكيو بعد سفر أهلها إلى الولايات المتحدة، نينيني توقفت عن الكتابة منذ رحيل يوميكو، وخلال المسلسل تغيب نينيني لفترات طويلة للبحث عن يوميكوالتي تظل مختفية حتى الحلقة ال15 من المسلسل.

## وصلات خارجية
اقرأ أو مت على موقع IMDb (الإنجليزية)
- اقرأ أو مت على موقع ليتربوكسد (الإنجليزية)
- اقرأ أو مت على موقع قاعدة بيانات الفيلم (الإنجليزية)
- اقرأ أو مت على موقع ANN anime (الإنجليزية)